# 中西啓介
中西 啓介（なかにし けいすけ、1941年〈昭和16年〉2月6日 - 2002年〈平成14年〉1月27日）は、日本の政治家。衆議院議員（7期）、防衛庁長官（第53代）を歴任した。

## 経歴
和歌山県和歌山市生まれ。和歌山県立桐蔭高等学校を経て、1965年、早稲田大学政治経済学部経済学科を卒業し、山口喜久一郎事務所に就職した。
1972年の第33回衆議院議員総選挙に旧和歌山1区から無所属で立候補するも最下位で落選。以後、4年間地道な政治活動を続けて支援者を増やした。
1976年の第34回衆議院議員総選挙では、旧和歌山1区から自由民主党公認で立候補。35歳の若さをアピールするとともに、東京から芸能人を応援に呼ぶなどの積極的な選挙活動が功を奏して初当選を果たした（当選同期に中村喜四郎・鳩山邦夫・中島衛・西田司・池田行彦・堀内光雄・相澤英之・津島雄二・鹿野道彦・塚原俊平・与謝野馨・渡辺秀央・中川秀直・甘利正など）。当初は秘書として仕えた中曽根康弘の縁で中曽根派に所属していたが、後に田中派へ移った。
1979年の総選挙で落選。1980年の総選挙で返り咲く。経済企画政務次官、大蔵政務次官、衆議院大蔵委員長などを歴任。
1987年7月、経世会が結成され、田中派が竹下派（経世会）、二階堂グループ、中立系に3分裂した際は竹下派に移った。二階俊博と共に小沢一郎の側近を務める。
1992年の竹下派分裂に際しては、羽田派の旗揚げに参加する。1993年、宮澤改造内閣不信任決議案に賛成票を投じ、自民党を離党して新生党結党に参加。第40回衆議院議員総選挙では、新生党公認で当選した。

### 防衛庁長官を辞任
総選挙後の1993年8月9日、8党派による細川内閣で防衛庁長官に任命され、初入閣を果たす。同年12月1日、新生党の会合で行った講演で、憲法改正を是認する立場から「半世紀前に作られた憲法に後生大事にしがみついているのはまずい」と発言。この発言により批判を浴び、翌12月2日、防衛庁長官を辞任した。なお、この頃から紀陽銀行の不正融資への関与や、関西国際空港建設に関連し業者から献金を受けた疑惑が取り沙汰されていた。
1994年12月、新進党結党に参加。

### 長男の覚醒剤使用により議員辞職
1995年4月17日、電通社員の長男が羽田空港で覚せい剤反応を示す。同年5月11日、議員辞職願を提出し、5月12日付で辞職した。長男は5月17日に逮捕された。同年6月には二信組事件に関与したために、衆議院予算委員会で証人喚問を受けた。
1996年の第41回衆議院議員総選挙では、新進党公認で和歌山1区から立候補し、当選。政界に復帰したが、和歌山市長だった旅田卓宗や、東力も立候補し、地元での中西の求心力の低下がささやかれた。
1998年、新進党解党に伴い、小沢一郎を党首に自由党を結成するが、2000年の自由党分裂に際して袂を分かち、保守党結成に参加して自公保連立政権に残留した。しかし与党に残ったものの、自民党和歌山県連が中西への選挙協力を拒否。第42回衆議院議員総選挙では自民党和歌山県連が独自に和歌山1区で谷本龍哉を擁立し、中西は谷本に敗れ落選。そのまま政界から引退した。
2002年1月27日、心不全のため死去。糖尿病が悪化していたとも伝えられた。60歳没。

## 選挙歴
| 当落                        | 選挙                   | 施行日         | 選挙区      | 政党       | 得票数  | 得票率 | 得票順位 /候補者数 | 比例区 | 比例順位 /候補者数 |
| --------------------------- | ---------------------- | -------------- | ----------- | ---------- | ------- | ------ | ------------------ | ------ | ------------------ |
| 落                          | 第33回衆議院議員総選挙 | 1972年12月10日 | 旧和歌山1区 | 無所属     | 21,052  | 6.5    | 7/7                | -      | -                  |
| 当                          | 第34回衆議院議員総選挙 | 1976年12月05日 | 旧和歌山1区 | 自由民主党 | 90,150  | 25.4   | 1/5                | -      | -                  |
| 落                          | 第35回衆議院議員総選挙 | 1979年10月07日 | 旧和歌山1区 | 自由民主党 | 72,638  | 21.0   | 3/6                | -      | -                  |
| 当                          | 第36回衆議院議員総選挙 | 1980年06月22日 | 旧和歌山1区 | 自由民主党 | 126,228 | 39.4   | 1/4                | -      | -                  |
| 当                          | 第37回衆議院議員総選挙 | 1983年12月18日 | 旧和歌山1区 | 自由民主党 | 138,677 | 37.8   | 1/6                | -      | -                  |
| 当                          | 第38回衆議院議員総選挙 | 1986年07月06日 | 旧和歌山1区 | 自由民主党 | 119,331 | 36.4   | 1/4                | -      | -                  |
| 当                          | 第39回衆議院議員総選挙 | 1990年02月18日 | 旧和歌山1区 | 自由民主党 | 109,964 | 30.3   | 1/5                | -      | -                  |
| 当                          | 第40回衆議院議員総選挙 | 1993年07月18日 | 旧和歌山1区 | 新生党     | 92,270  | 26.4   | 1/6                | -      | -                  |
| 当                          | 第41回衆議院議員総選挙 | 1996年10月20日 | 和歌山1区   | 新進党     | 66,428  | 35.9   | 1/5                | -      | -                  |
| 落                          | 第42回衆議院議員総選挙 | 2000年06月25日 | 和歌山1区   | 保守党     | 65,468  | 35.7   | 2/3                | -      | -                  |
| 当選回数7回 （衆議院議員7） |                        |                |             |            |         |        |                    |        |                    |